# Hormathophylla longicaulis
Hormathophylla longicaulis är en korsblommig växtart som först beskrevs av Pierre Edmond Boissier, och fick sitt nu gällande namn av James Cullen och Theodore `Ted' Robert Dudley. Hormathophylla longicaulis ingår i släktet Hormathophylla och familjen korsblommiga växter. Inga underarter finns listade i Catalogue of Life.